# ACT New Zealand
ACT – nowozelandzka partia o profilu wolnorynkowym i libertariańskim. Zdecydowanie opozycyjna wobec rządu Partii Pracy. Opowiada się za wolnością indywidualną, niższymi podatkami, zmniejszeniem ilości stanowisk rządowych. Założona w 1993 roku w wyniku odejścia z Partii Pracy byłego premiera w latach 1984–1988 Rogera Douglasa, który nawiązał kontakt z przedstawicielami środowisk nacjonalistycznych i wolnorynkowych z Derekiem Quigleyem na czele. Próbowała wykorzystać popularność tego pierwszego, którego liberalna polityka gospodarcza utworzyła termin Rogeronomiki nawiązującego do amerykańskiego terminu Reaganomiki. Choć polityka prowadzona przez Rogera Douglasa, będącego premierem polepszyła sytuację gospodarczą państwa w latach to jednak jego nowa partia nie uzyskała wysokiego poparcia. W latach 2008–2017 wspierała rząd mniejszościowy Partii Narodowej. Od 2023 jest częścią koalicyjnego rządu z Partią Narodową oraz Partią Najpierw Nowa Zelandia. Obecnym liderem partii jest David Seymour. Partia posiada 11 przedstawicieli w Izbie Reprezentantów.